# Hugo Müller (Theologe)
Hugo Müller OSB (* 29. Juli 1893 in Sarnen als Peter Paul Müller; † 8. August 1975 in Bozen-Gries; heimatberechtigt in Sarnen [als Teiler von Schwendi]) war ein Schweizer römisch-katholischer Geistlicher, Theologe und Onomastiker.

## Leben

### Familie und Ausbildung
Der katholisch getaufte Peter Paul Müller, Sohn des Zimmermanns Peter Müller sowie dessen Ehegattin Marie geborene Britschgi, erwarb die eidgenössische Maturität am Kollegium Sarnen. Im Anschluss wandte er sich dem Studium der Theologie in Rom zu, 1922 promovierte er im Fach Kanonisches Recht. 1916 erfolgte die feierliche Profess im Kloster Muri-Gries. Peter Paul Müller, der den Ordensnamen Hugo angenommen hatte, wurde 1929 in Rom zum Priester geweiht. Pater Hugo Müller verstarb im Sommer 1975 im Alter von 82 Jahren.

### Beruflicher Werdegang
Hugo Müller bekleidete zunächst in den Jahren 1922 bis 1923 das Lektorat für Dogmatik, Kirchenrecht und Liturgik in Muri-Gries, anschliessend wechselte er als Lehrer an das Kollegium nach Sarnen. 1939 übernahm er das Amt des Spirituals am Salesianum in Freiburg, 1946 kehrte er auf seine alte Lehrerstelle nach Sarnen zurück. 1957 wurde Pater Hugo Müller zum Spiritual des Frauenklosters Hermetschwil bestellt, 1959 wurde ihm der Posten des Hausgeistlichen im Bezirksspital Muri übertragen. Zuletzt unterrichtete er seit 1967 als Lektor das Fach Moraltheologie in Muri-Gries. Pater Hugo Müller trat insbesondere mit onomastischen Werken hervor.

## Publikationen
- Die rechtlichen Beziehungen des Stiftes Muri-Gries zum Diözesanbischof, Ehrli, Sarnen 1927
- zusammen mit Jakob Gretser, Rupert Hänni, Emmanuel Scherer, Bruno Wilhelm: Festgabe zur neunten Jahrhundertfeier der Gründung des Benediktinerstiftes Muri-Gries, 1027-1929. Ehrli, Sarnen 1927
- Gedenkblätter zur Erinnerung an das Gründungs-Jubiläum der Abtei Muri-Gries, Sarnen 1927
- Obwaldner Flurnamen / Teil 1. In: Jahresbericht der Kantonalen Lehranstalt Sarnen, Beilage 1938/39. Ehrli, Sarnen 1939
- Obwaldner Flurnamen / Teil 2. In: Jahresbericht der Kantonalen Lehranstalt Sarnen, Beilage 1942/43. Ehrli, Sarnen 1943
- Obwaldner Flurnamen / Teil 3. In: Jahresbericht der Kantonalen Lehranstalt Sarnen, Beilage 1945/46. Ehrli, Sarnen 1946
- Obwaldner Namenbuch. Kollegium Sarnen, Sarnen 1952